# La Cabrera
La Cabrera ist eine Gemeinde (municipio) mit 2.922 Einwohnern (Stand: 2024) in der Autonomen Gemeinschaft Madrid im Zentrum Spaniens.

## Lage und Klima
La Cabrera liegt etwa 65 Kilometer nordnordöstlich von Madrid in einer Höhe von ca. 890 m. Zahlreiche Berge wie der Cancho Gordo (1564 m), Pico del Miel (1392 m) und der Cerro de La Cabeza (1247 m) prägen die Landschaft.
Durch die Gemeinde führt die Autovía A-1.
Das Klima ist im Winter rau, im Sommer dagegen gemäßigt bis warm; Regen (ca. 467 mm/Jahr) fällt übers Jahr verteilt.

## Bevölkerungsentwicklung
| Jahr      | 1970 | 1981 | 1991 | 2001 | 2011 | 2021 |
| Einwohner | 701  | 819  | 1017 | 1827 | 2542 | 2782 |

Der Bevölkerungsschub zu Beginn des 21. Jahrhunderts ist auf den Neubau von Wohnsiedlungen zurückzuführen.

## Wirtschaft und Infrastruktur
Die Gemeinde war jahrhundertelang landwirtschaftlich orientiert; im Ort selbst ließen sich Händler, Handwerker und Dienstleister aller Art nieder.

## Sehenswürdigkeiten

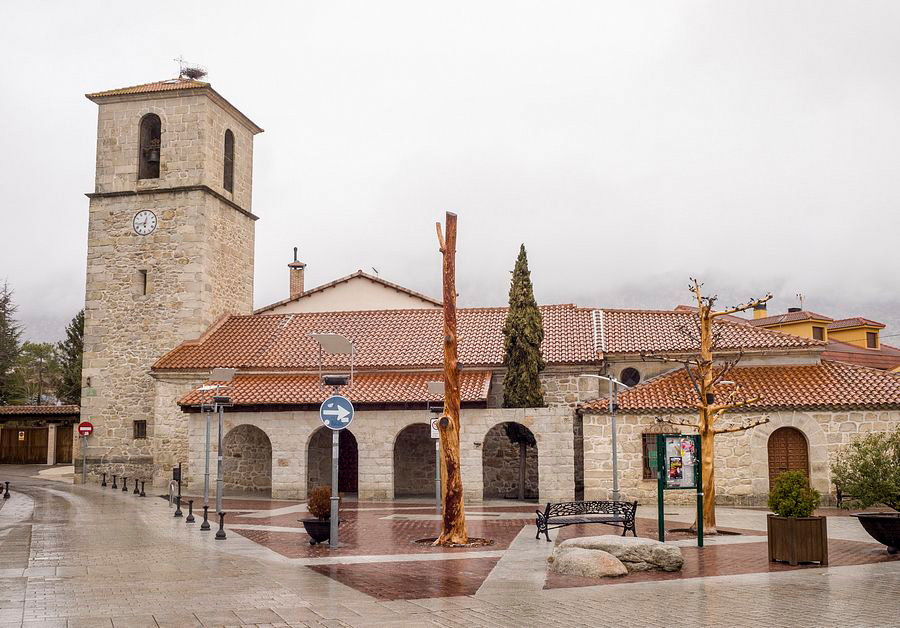
Kirche der Unbefleckten Empfängnis
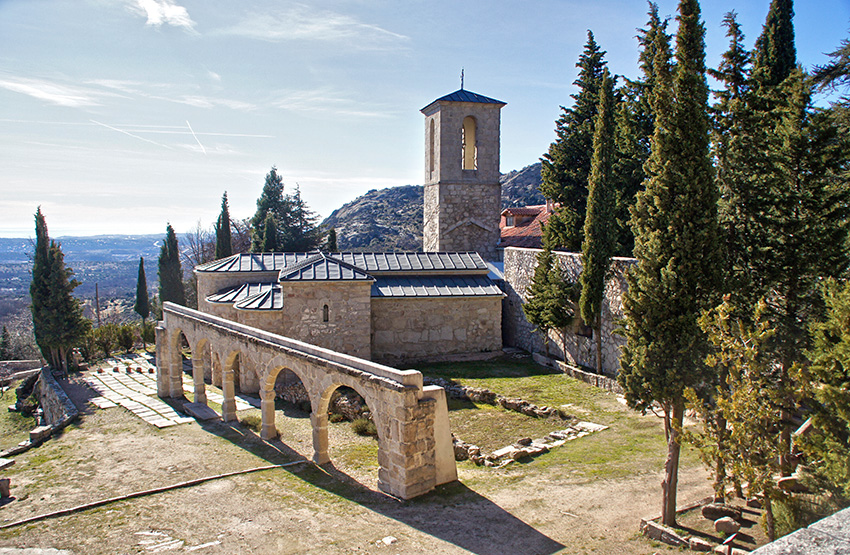
Kloster des Heiligen Antonius, zwischenzeitlich Benediktiner-, später Franziskanerkloster, ab 1835 aufgelöst, seit 2004 von der Idente Mission genutzt
- Botanischer Garten der Villa San Roque
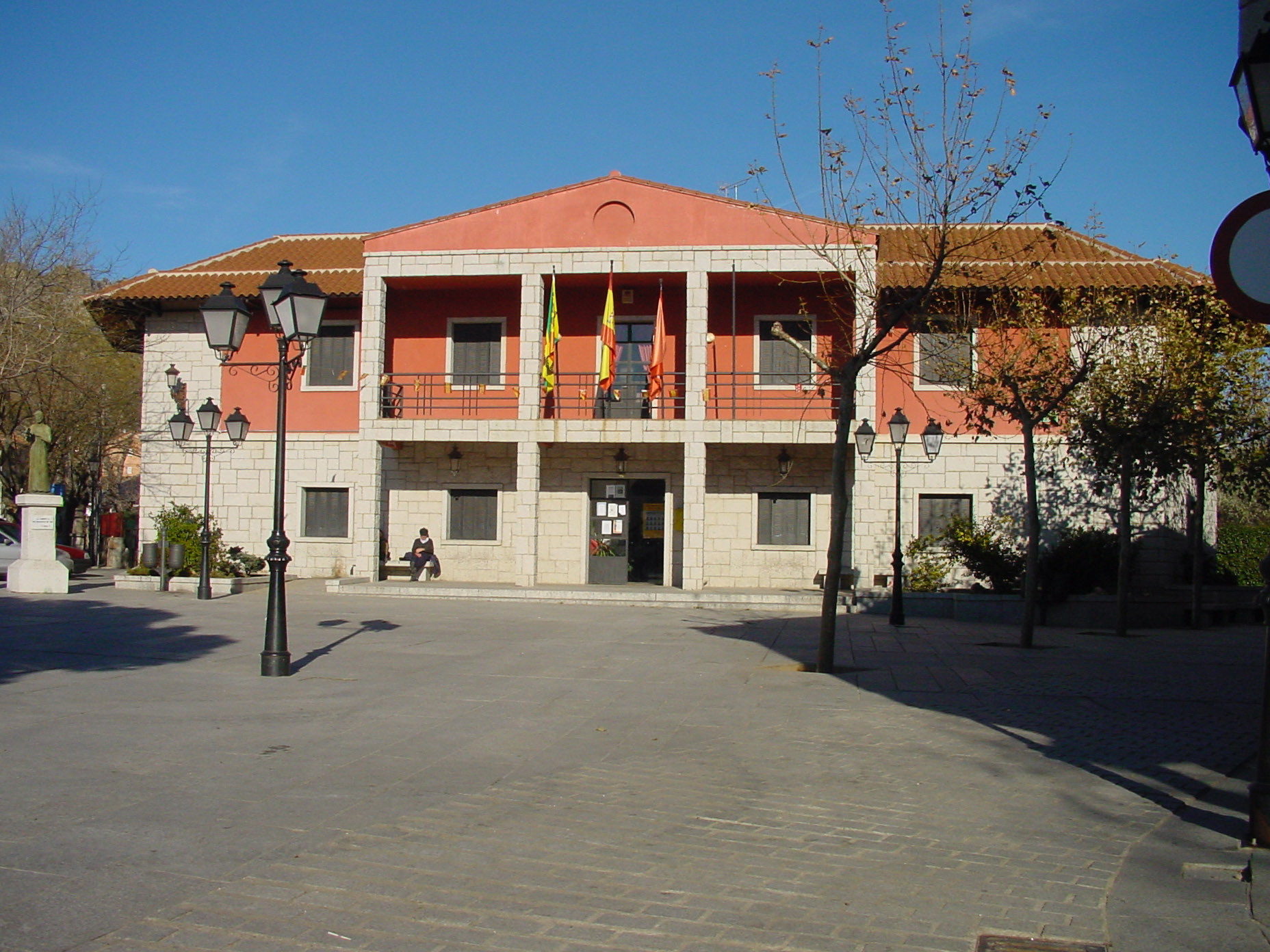
Rathaus
- Kristallhöhle

- Kirche der Unbefleckten Empfängnis
- Kloster des Heiligen Antonius
- Rathaus